# Joanna Pageová
Joanna Louise Page (* 23. března 1977 Swansea) je velšská herečka. Proslavila se rolí nesmělé předskokanky porno hereček Judy ve vánoční romantické komedii Láska nebeská a titulní rolí Stacey Shipmanové v britském komediálním seriálu Gavin & Stacey. Vystudovala Royal Academy of Dramatic Art v Londýně, absolvovala v roce 1998. Jejím manželem je anglický herec James Thornton.